# Otryadyn Gündegmaa
Dans ce nom mongol, le nom de famille, Otryadyn, précède le nom personnel.
Otryadyn Gündegmaa, née le 23 mai 1978 à Oulan-Bator, est une tireuse sportive mongole.

## Carrière
Otryadyn Gündegmaa est médaillée d'argent en tir au pistolet à air comprimé à 25 mètres aux Jeux olympiques d'été de 2008 à Pékin.